# Cantón de Saint-Fargeau
El cantón de Saint-Fargeau era una división administrativa francesa, que estaba situada en el departamento de Yonne y la región de Borgoña.

## Composición
El cantón estaba formado por cinco comunas:
- Lavau
- Mézilles
- Ronchères
- Saint-Fargeau
- Saint-Martin-des-Champs

## Supresión del cantón de Saint-Fargeau
En aplicación del Decreto n.º 2014-156 de 13 de febrero de 2014, el cantón de Saint-Fargeau fue suprimido el 22 de marzo de 2015 y sus 5 comunas pasaron a formar parte del nuevo cantón de Cœur-de-Puisaye.